# Fusiturris torta
Fusiturris torta is een slakkensoort uit de familie van de Clavatulidae. De wetenschappelijke naam van de soort is voor het eerst geldig gepubliceerd in 1912 door Dautzenberg.